# Antōnīs Stergiakīs
Antōnīs Stergiakīs (in greco Αντώνης Στεργιάκης?; Salonicco, 16 marzo 1999) è un calciatore greco, portiere del Panaitōlikos.

## Carriera

### Club
Ha esordito fra i professionisti il 21 agosto 2016 con la maglia dello Slavia Sofia in occasione del match di campionato perso 4-0 contro il Levski Sofia.
Il 6 ottobre 2020 viene acquistato dalla squadra inglese del Blackburn, con cui sottoscrive un contratto triennale con scadenza il 30 giugno 2023.

### Nazionale
Ha giocato nelle nazionali giovanili greche Under-17, Under-19 ed Under-21.

## Statistiche

### Presenze e reti nei club
Statistiche aggiornate al 3 ottobre 2020.
| Stagione            | Squadra             | Campionato          | Campionato | Campionato | Coppe nazionali | Coppe nazionali | Coppe nazionali | Coppe continentali | Coppe continentali | Coppe continentali | Altre coppe | Altre coppe | Altre coppe | Totale | Totale |
| Stagione            | Squadra             | Comp                | Pres       | Reti       | Comp            | Pres            | Reti            | Comp               | Pres               | Reti               | Comp        | Pres        | Reti        | Pres   | Reti   |
| ------------------- | ------------------- | ------------------- | ---------- | ---------- | --------------- | --------------- | --------------- | ------------------ | ------------------ | ------------------ | ----------- | ----------- | ----------- | ------ | ------ |
| 2015-2016           | Slavia Sofia        | A                   | 0          | 0          | CB              | 0               | 0               | -                  | -                  | -                  | -           | -           | -           | 0      | 0      |
| 2016-2017           | Slavia Sofia        | PL                  | 8          | -14        | CB              | 1               | -2              | UEL                | -                  | -                  | -           | -           | -           | 9      | -16    |
| 2017-2018           | Slavia Sofia        | PL                  | 22         | -29        | CB              | 4               | -4              | -                  | -                  | -                  | -           | -           | -           | 26     | -33    |
| 2018-2019           | Slavia Sofia        | PL                  | 17         | -30        | CB              | 0               | 0               | UEL                | 2                  | -4                 | SB          | 1           | -1          | 20     | -35    |
| 2019-2020           | Slavia Sofia        | PL                  | 14         | -18        | CB              | 1               | 0               | -                  | -                  | -                  | -           | -           | -           | 15     | -18    |
| ago.-ott. 2020      | Slavia Sofia        | PL                  | 7          | -11        | CB              | 0               | 0               | UEL                | 1                  | -2                 | -           | -           | -           | 8      | -13    |
| Totale Slavia Sofia | Totale Slavia Sofia | Totale Slavia Sofia | 68         | -102       |                 | 6               | -6              |                    | 3                  | -6                 |             | 1           | -1          | 78     | -115   |
| 2020-2021           | Blackburn           | FLC                 | 0          | 0          | FACup+CdL       | 0               | 0               | -                  | -                  | -                  | -           | -           | -           | 0      | 0      |
| Totale carriera     | Totale carriera     | Totale carriera     | 68         | -102       |                 | 6               | -6              |                    | 3                  | -6                 |             | 1           | -1          | 78     | -115   |

## Palmarès

### Club

#### Competizioni nazionali
- Coppa di Bulgaria: 1

Slavia Sofia: 2017-2018